# Liste der Kulturdenkmäler in Ludwigswinkel
In der Liste der Kulturdenkmäler in Ludwigswinkel sind alle Kulturdenkmäler der rheinland-pfälzischen Ortsgemeinde Ludwigswinkel aufgeführt. Grundlage ist die Denkmalliste des Landes Rheinland-Pfalz (Stand: 31. August 2023).

## Denkmalzonen
| Bezeichnung                  | Lage                                        | Baujahr | Beschreibung | Bild            |
| ---------------------------- | ------------------------------------------- | ------- | --- | --------------- |
| Denkmalzone Zollhof          | Fabrikstraße 4, 6, 8, 10 Lage               | ab 1927 | ehemaliger Zollhof; um einen Hof gruppierte Anlage mit durch Umfassungsmauer verbundene zweigeschossigen Walmdachbauten (Nr. 10: 1927/28, Nr. 4, 6, 8: 1938) und eingeschossigem Garagenbau; im Gartengelände Hungerzwinger; bauliche Gesamtanlage | Fotos hochladen |
| Denkmalzone Landgrafenstraße | Landgrafenstraße 4–18 (gerade Nummern) Lage | 1923    | Kleinsiedlung, errichtet 1923 (Inschrift am Treppenaufgang); Dreiflügelanlage aus eingeschossigen Mansarddachbauten in stark barockisierender Reformarchitektur                                                                                    | Fotos hochladen |

## Einzeldenkmäler
| Bezeichnung         | Lage                                    | Baujahr                            | Beschreibung                                                                                          | Bild                           |
| ------------------- | --------------------------------------- | ---------------------------------- | --- | ------------------------------ |
| Quereinhaus         | Landgrafenstraße 48 Lage                |                                    | eingeschossiges Quereinhaus                                                                           | Fotos hochladen                |
| Evangelische Kirche | Landgrafenstraße 56 Lage                | 1893                               | neuromanischer Saalbau, 1893                                                                          | weitere Bilder Fotos hochladen |
| Quereinhaus         | Landgrafenstraße 64 Lage                | 1783                               | eingeschossiges barockes Quereinhaus, bezeichnet 17[8]3 und 1902 (Verlängerung); Sandsteingartenmauer | Fotos hochladen                |
| Brunnen             | Landgrafenstraße, gegenüber Nr. 64 Lage | zweite Hälfte des 19. Jahrhunderts | Laufbrunnen, gusseisern, zweite Hälfte des 19. Jahrhunderts                                           | Fotos hochladen                |
| Reißlerhof          | westlich des Ortes Lage                 | 18. Jahrhundert                    | ehemaliges Forsthaus; langgestrecktes Quereinhaus, wohl aus dem 18. Jahrhundert                       | Fotos hochladen                |